# Joaquim e o Apocalipse
Joaquim e o Apocalipse (em italiano: Il monaco che vinse l'Apocalisse) é um filme de drama de 2024 dirigido por Jordan River e baseado no apocalipse descrito pelo místico Joaquim de Fiore.

## Sinopse
30 de março de 1202 d.C. Joachim desperta de um sonho apocalíptico. Nas montanhas escarpadas, funda o seu mosteiro na esperança, chamando-lhe “Fiore” (Flor). Escreve num pergaminho a profecia da “Terceira Era”. Explica o significado do Dragão de 7 Cabeças. Joachim regressa às montanhas nevadas para a sua nova viagem, consciente do facto de que “a flor ainda não é fruto”, mas “é a esperança do fruto”.

## Elenco
- Francesco Turbanti como Joaquim de Fiore
- Nikolay Moss como Ricardo I de Inglaterra
- Elisabetta Pellini como Constança da Sicília
- Bill Hutchens como Cabalista judeu
- G-Max como Galfredus De Clairvaux
- Giancarlo Martini como Ahàron
- Willy Stella como Líder de banda
- Yoon C. Joyce como Guardião do Limiar

## Prémios e reconhecimentos
- Best Script Awards (London, UK)
  - 2024 - Best Script Award[1]
- Global Music Awards (Los Angeles, USA)
  - 2024 - Gold Medal Original Score[2]
- Accolade Global Film Competition (Los Angeles, USA)
  - 2024 - Award of Excellence Original Score
- Your Way International Film Festival (Malta)
  - 2024 - Best Original Score
- Tracks Music Awards (Los Angeles, USA)
  - 2024 - Best Original Score
- Septimius Awards (Amsterdam, Netherlands)
  - 2024 - Nomination Best Costume Design
  - 2024 - Nomination Best Soundtrack
  - 2024 - Nomination Best Makeup & Hairstyling
  - 2024 - Nomination Best European Actor.[3]
- Terni International Film Festival.[4]
  - 2024 - Best Film
  - 2024 - Best Photography
  - 2024 - Best Scenography
  - 2024 - Best VFX
- 78° Festival internazionale del cinema di Salerno
  - 2024 - Best Film.[5]

## Liberar
O filme foi lançado em Itália a 5 de dezembro de 2024.
A estreia nos EUA ocorreu a 26 de fevereiro de 2025 no TCL Chinese Theatre em Hollywood, uma seleção oficial da 20.ª edição do Festival de Cinema de Los Angeles.